# Medina del Campo–Vilar Formoso-vasútvonal
A Medina del Campo–Vilar Formoso-vasútvonal egy 202 km hosszúságú, Medina és Salamanca között 3000 V egyenárammal villamosított, 1668 mm-es nyomtávolságú vasútvonal a spanyol Medina del Campo és a portugál Vilar Formoso között. Tulajdonosa az Adif, üzemeltetője a Renfe Operadora. Vonalszáma a 120-as.